# Защёчные мешки

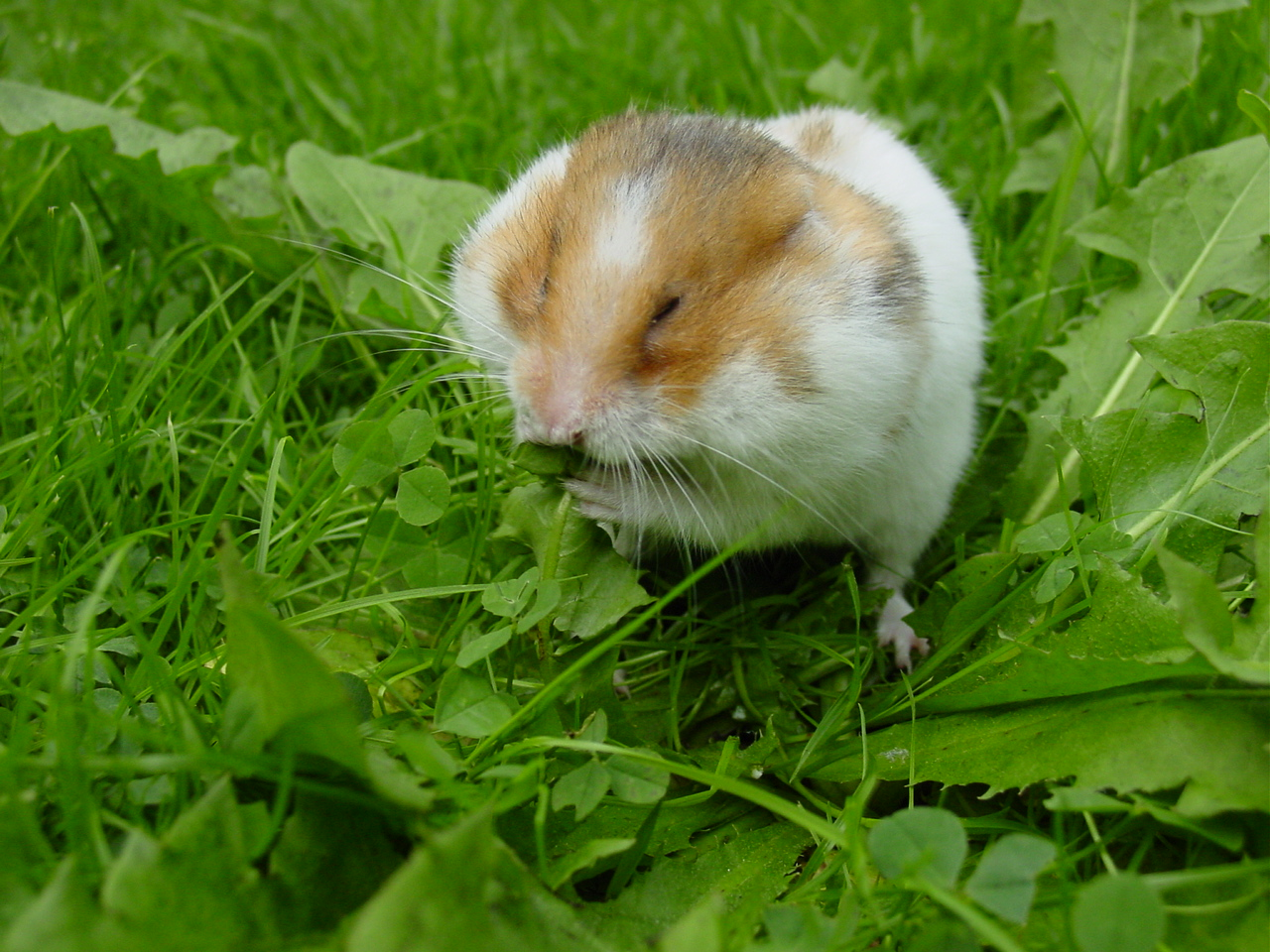
Хомяк с набитыми защёчными мешками

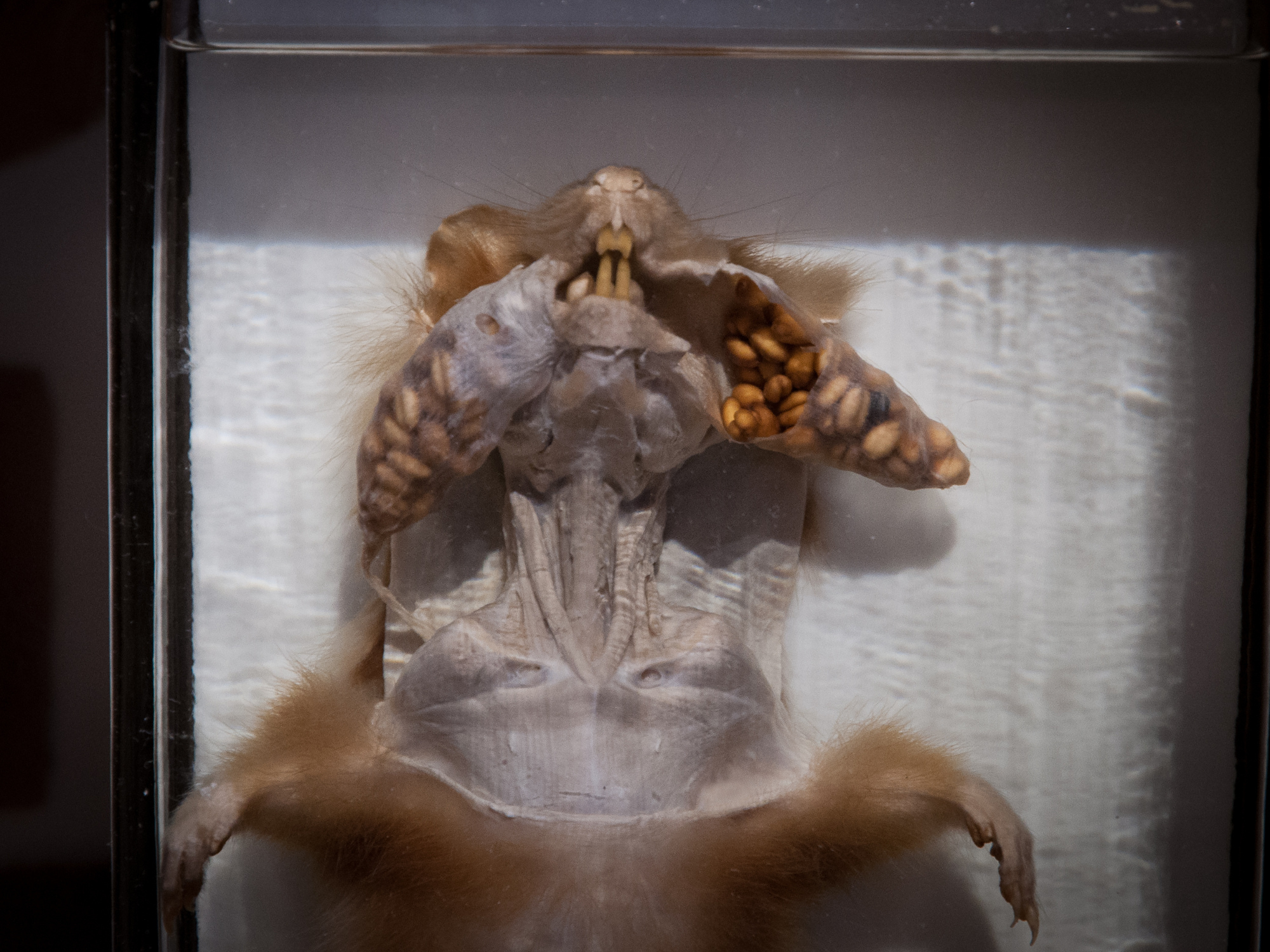
Защёчные мешки полевого хомяка (вид снизу)

Защёчные мешки или щёчные мешки  — своеобразные мышечные полости, расположенные по бокам головы и шеи и простирающиеся у некоторых видов грызунов до плечевой области. По большей части защёчные мешки открываются на внутренней поверхности щёк, изредка также и на наружной. Служат они для сбора, временного хранения и переноса собранной пищи для её дальнейшего поедания в укромном месте или для её хранения. Защечные мешки встречаются у большей части обезьян Старого Света и у многих грызунов, но их вовсе нет у мышей и белок. У сурков они развиты слабо, но у хомяка очень велики. Также защёчные мешки имеются у таких семейств, как агутиевые, гоферовые, суслики, зайцегубы и бурундуки. У семейства мешотчатых крыс (Heteromyidae) они открываются на наружной поверхности щёк и покрыты внутри нежным коротким мехом. У паки (Cuniculus paca) с каждой стороны имеется полость в верхнечелюстной и скуловой кости, сообщающаяся с полостью рта, но она редко наполняется пищей. У многих птиц функции защёчных мешков выполняет зоб, у некоторых млекопитающих (волки, койоты) и птиц (стервятники) — желудок.